# استان تومینا
استان تومینا (به اسپانیایی: Provincia de Tomina) یکی از استان‌های بولیوی در بولیوی است که در شهرستان چوکیساکا واقع شده‌است. استان تومینا ۳٬۹۴۷ کیلومتر مربع مساحت و ۳۷٬۴۸۲ نفر جمعیت دارد.